# 매사추세츠주 총기 규제법
매사추세츠주 총기 규제법(영어: Gun laws in Massachusetts)은 미국 매사추세츠주에서 총기와 탄약의 판매, 소유, 사용을 규제하는 법을 말한다.  이 규제법은 미국 전체에서 가장 강력한 법중의 하나로 알려져 있다.

## 총기 신분증명서
총기 신분증명서(영어: Firearm Identification Card)는 비대용량 소총(영어: non-large-capacity rifles), 샷건과 탄약을 구매, 소지, 이동을 허용하는 허가증이다.